# Confiteor (roman)
Pour la prière liturgique catholique qui a donné son titre français au roman, voir Confiteor.
Confiteor (Jo confesso), publié en 2011, est un roman de l'écrivain catalan Jaume Cabré.

## Résumé
Le livre se présente comme une longue confession du personnage principal, Adrià, à une personne définitivement absente. La longue confidence entrecroise principalement les vies d'Adrià et de son père Félix. La culpabilité du fils hérite de la culpabilité du père.
Félix, élève très doué, est envoyé du séminaire de Vic à la Gregoriana (Rome), mais la rencontre avec Carolina lui fait abandonner la religion, et se convertir par ses talents de collectionneur au commerce d'œuvres d'art.
Adrià, élève surdoué, est amené à devenir un érudit (pour le père) et un violoniste (pour la mère), avec tous les cours particuliers nécessaires, et à souffrir de carences affectives cumulées.
Il se lie d'amitié avec un autre enfant unique, Bernat, également violoniste.
L'érudition se développe à partir de l'observation puis l'étude de manuscrits médiévaux et de violons anciens de Crémone.
Le premier manuscrit est l'acte de fondation du monastère de Sant Pere del Burgal (859).
L'enquête et le récit portent ainsi surtout sur le premier violon de Lorenzo Storioni (en) (1764), que le père détient dans son coffre-fort : origine du bois (plantation, sélection, abattage), facture, premier acheteur (Vial), possesseurs successifs, dont les derniers sont Elisaveta Meireva, Rudolf Höss, Aribert Voigt. 
Les acquisitions paternelles relèvent de l'achat, de la mainmise, de l'extorsion.
La perfection de ce violon relève d'une forme de malédiction, s'accompagne de meurtres.
Au début du chapitre IV, à la manière d'un palimpseste, le récit télescope les violences du grand inquisiteur Nicolau Eimeric (1320-1399) contre Xarom Meir et les discussions de Rudolf Höss et Aribert Voigt, en partie au sujet du violon d'Elisaveta Meireva à Auschwitz. Et la bénédiction supposée de la médaille de Santa maria daï Ciüf (de Pardac) serait peut-être aussi une exécration, puisqu'elle semble suivre l'itinéraire du violon.
L'année 1975 multiplie les événements : mort de la mère d'Adria (et mort de Franco), thèse sur Vico, fin des quatre années d'études à Tübingen, mariage de Bernat et Técla, poste à l'université de Barcelone, début de la transition démocratique espagnole et de la conversion d'Adria à la bibliophilie, avec achat compulsif de manuscrits improbables. Puis ce grain de sable inoffensif mène à la reprise en mains puis à la vente du magasin d’intangibles, et à la réorganisation de la bibliothèque et de la vie d'Adria dans le même appartement de Barcelone-Eixample.
Une partie du récit, en différents chapitres, raconte la dernière partie de la vie d'Adria, hospitalisé pour Alzheimer, désormais bien incapable de se référer aux ouvrages de Vico, Isaiah Berlin, Raymond Lulle, Mignon, Modest Urgell, aux personnes aimées, Kornelia, Laura Baylina, Sara, ou à ses infirmiers Jonathan ou Wilson.
Mais le processus dégénératif du cerveau est progressif, et l'universitaire érudit, auteur d'une Histoire de la pensée européenne, qui projetait une Histoire du Mal n'est peut-être pas le seul auteur de ce récit.

## Personnages

### À Barcelone
- Adrià Ardèvol (i Guiteres) (1946-), narrateur, enfant unique, violoniste, très doué en langues, érudit, collectionneur ;
  - Aigle-Noir et Shérif Carson, héros de bandes dessinées, amis imaginaires ;
  - Sara Voltes-Epstein (1950-1996), rencontrée le 20 septembre 1960, dessinatrice, illustratrice, un temps réfugiée à Paris, issue d'une famille décimée (silence ancestral, l'oncle Haïm) ;
- Bernat Plensa (i Punsoda) (1945-), ami d'enfance d'Adrià, violoniste, écrivain, autre enfant unique ;
  - Tecla, épouse de Bernat ;
  - Llorenç, fils de Bernat et Tecla ;
  - Xénia, nouvelle amie de Bernat ;
- Fèlix Ardèvol, né vers 1900, études religieuses à Vic, puis à Rome en 1914-1918, devenu ensuite collectionneur et marchand d'art ;
  - Mr Berenguer, gérant du magasin de meubles, antiquités, et instruments de musique anciens ;
  - Cecilia, première employée du magasin ;
- Carme Bosch, mère d'Adria, fille d'Adrià Bosch ;
  - Lola Xica (1910-1982), employée de la famille, « seconde mère » d'Adrià ;
  - Caterina, employée de la famille ;
- Laura, collègue et amante d'Adrià ;
- Max, frère de Sara.

### Hors de Barcelone
- Félix Morlin, étudiant avec Felix Ardevol à la Gregoriana (Rome), plus tard père Morli, fournisseur d'informations à Adria ;
- Carolina Amato, à Rome, et la médaille offerte à Felix ;
- Daniela Amato (de Carbonell), fille de Carolina et de Felix, venant à Barcelone réclamer sa part de l'héritage de Felix, propriétaire de la ferme de Tona, morte à 71 ans ;
- Tito Carbonell, fils de Daniela, cherchant (aidé par Berenguer) à conserver ferme et violon ;
- Eugen Müss, antiquaire, anciennement Dr Konrad Budden, collaborateur d'expérimentation médicale nazie, puis frère Arnold, puis Dr Müss à Bebenbeleke pendant 40 ans ;
- Julià de Sau, ou Fra Miquel de Susqueda, collaborateur repentant du grand inquisiteur Nicolau Eimeric (1320-1399), réfugié au monastère de Sant Pere del Burgal (La Guingueta d'Àneu) ;
- Jachiam Mureda, « Jacham des Mureda de Pardac », bûcheron-charpentier de Predazzo (région de Trente), spécialiste de bois d'ébénisterie et de lutherie, assassin de l'incendiaire Bulchanij de Moena, porteur de la médaille qu'un Brocia lui vole ;
- Guillaume-Franços Vial, premier propriétaire du violon, meurtrier de son oncle Jean-Marie Leclair (1697-1764) ;
- Aribert Voigt, officiel nazi, voleur du violon ;
- Matthias Alpaerts, civil juif, dont la famille est exterminée durant l'Holocauste ;
- à Tona : oncle Cinto, tante Leo, cousins Quilo, Xevi et Rosa.

## Chapitrage
1. A capite
2. De pueritia
3. Et in Arcadia ego
4. Palimpsestus
5. Vita condita
6. Stabat Mater
7. … usque ad calcem

## Accueil
L'accueil francophone de ce livre « exigeant », est très favorable : « un monument »,, « un chef-d’œuvre absolu », 
« l’art de la fugue », 
« une expérience en matière de lecture (laquelle devient vite jubilatoire pour peu qu’on se laisse aspirer), ainsi qu’un tour de force romanesque »,
« l’empreinte antédiluvienne du mal ».

## Récompenses et distinctions
- Premi de la Crítica Catalana 2012 (Associació d'Escriptors en Llengua Catalana (AELC), Fira del Llibre de Sòria), meilleur ouvrage narratif en catalan pour 2011
- Premi Crexells del mateix 2011
- Premi de Narrativa Àngels Anglada 2012
- Premio « La tormenta en un vaso » 2012
- Prix de la critique Serra d'Or, 2012
- Prix Courrier international du meilleur roman étranger 2013[8]
- Prix Jean Morer 2014 des Vendanges Littéraires de Rivesaltes[9]